# Gabrielle Union
Monique Gabrielle Union (Omaha, 29 ottobre 1972) è un'attrice ed ex modella statunitense.

## Biografia

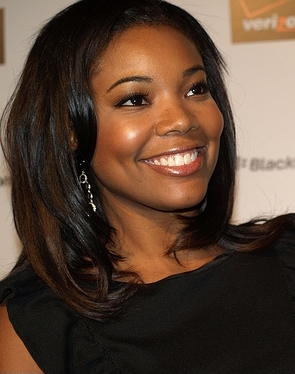
Gabrielle Union nel febbraio del 2009, al San Francisco Blackberry Storm Party

### Infanzia
Figlia unica, Gabrielle è nata ad Omaha, in Nebraska, dalla coppia cattolica costituita da Theresa Glass, proprietaria di una compagnia telefonica ed assistente sociale, e Sylvester E. Union, sergente: i due, secondo quanto ella ha poi dichiarato, le hanno insegnato sin da subito ad essere una donna indipendente, nonché "di mentalità aperta", tanto che la madre, quando lei aveva 8 anni, l'ha portata ad una parata del pride a Pleasanton, in California, dove la famiglia si è poi trasferita. I genitori di Gabrielle successivamente hanno divorziato, dopo 30 anni di matrimonio, però mantenendo tra loro "dignità e rispetto". Gabrielle ha trascorso l'infanzia con seri problemi di bassa autostima per via del suo aspetto, vedendo in televisione sempre i soliti standard di bellezza "bionda e formosa" che lei invece non aveva. Ha poi conseguito a pieni voti una laurea in sociologia presso l'Università della California di Los Angeles.

### Carriera
Dopo piccoli ruoli, come nei film di fine anni '90 10 cose che odio di te e Ragazze nel pallone, nonché dopo un'apparizione nella serie cult di quell'epoca Friends, nel 2003 ha recitato in Bad Boys II, interpretando la fidanzata di Will Smith, Syd, nel film poi divenuto un successo tra botteghino e pubblico. Nel 2006 è apparsa nel videoclip della canzone di Busta Rhymes I Love My Bitch. Nel 2007 ha recitato in Daddy's Little Girls, in una performance drammatica e comica per cui è stata molto lodata, mentre nel 2008 è stata la protagonista anche del videoclip della canzone di Ne-Yo Miss Independent.
Nel 2013 è entrata nel cast principale della serie TV Being Mary Jane, altro lavoro per cui viene ampiamente osannata da critica e pubblico, ed ha anche recitato nello spot pubblicitario The Door, della stagione Women's Tales di Miu Miu e Prada. Dal 2015 la Union ha prestato la voce al personaggio di Nala nella serie animata Disney Junior The Lion Guard. Nel 2016 recita in The Birth of a Nation, sulla schiavitù nera negli Stati Uniti d'America: in particolare qui la regista ha chiesto espressamente la sua partecipazione al film, volendo una persona che avesse davvero provato sulla propria pelle l'esperienza di uno stupro per entrare al meglio nelle vesti di Esther, una schiava nera che nel film viene appunto violentata da un uomo bianco.

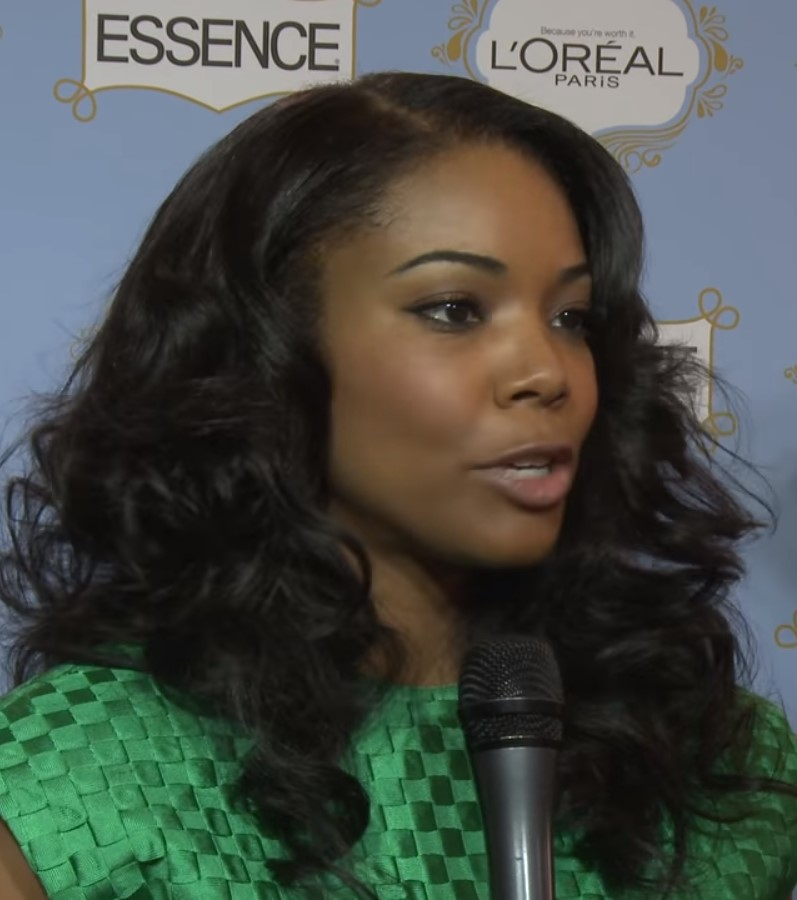
Gabrielle Union allEssence and Target Honor Black Women di Hollywood, nel 2013

Nel 2019, Gabrielle ha ripreso a recitare nel ruolo di Syd Burnett nella serie spin-off della saga Bad Boys L.A.'s Finest. Nello stesso anno è anche diventata giudice della 14ª stagione di America's Got Talent, non vedendo tuttavia, nel novembre seguente, il suo contratto venir rinnovato solo perché ella aveva fatto un appello in diretta contro il razzismo: così, nel maggio 2020, l'attrice ha intentato una causa contro i produttori del talent, citando discriminazione, razzismo e pregiudizio in generale. Infine nel 2022 recita nel film Un'altra scatenata dozzina come la madre degli energici 12 pargoli.

## Vita privata
Nel 1992, all'età di 20 anni, Gabrielle Union, quando ancora non era entrata a far parte del mondo dello spettacolo, è stata aggredita, picchiata e violentata nel negozio di scarpe in cui lavorava part-time. Il suo assalitore si è più tardi costituito ed è stato condannato a 33 anni di carcere, e da allora la Union si batte per difendere le vittime di aggressioni sessuali.
Nel maggio 2001 Gabrielle si è sposata con il giocatore Chris Howard, dei Jacksonville Jaguars. Nel novembre 2005 la coppia si è separata: le pratiche per il divorzio sono state ultimate nel mese di aprile 2006. Nel 2009 ha iniziato una relazione con Dwyane Wade, ex stella NBA dei Miami Heat, che ha sposato a Miami nel 2014, per poi andare in viaggio di nozze alle Maldive e in Tanzania: Gabrielle è anche divenuta la matrigna dei suoi 3 figli.
In un'intervista per il Los Angeles Times, Gabrielle Union si è lamentata della mancanza di ruoli per attrici e attori neri a Hollywood, sostenendo che quest'ultima "abbia bisogno di conoscere le sfumature della bellezza nera".

## Filmografia

### Cinema
- Kiss Me (She's All That), regia di Robert Iscove (1999)
- 10 cose che odio di te (10 Things I Hate About You), regia di Gil Junger (1999)
- Ragazze nel pallone (Bring It On), regia di Peyton Reed (2000)
- Love & Basketball, regia di Gina Prince-Bythewood (2000)
- Welcome to Collinwood, regia di Anthony e Joe Russo (2002)
- Abandon - Misteriosi omicidi (Abandon), regia di Stephen Gaghan (2002)
- Corri o muori (Ride or Die), regia di Craig Ross Jr. (2003)
- Amici x la morte (Cradle 2 the Grave), regia di Andrzej Bartkowiak (2003)
- Bad Boys II, regia di Michael Bay (2003)
- Correndo con le forbici in mano (Running with Scissors), regia di Ryan Murphy (2006)
- Un nuovo marito per mamma (The Perfect Holiday), regia di Lance Rivera (2007)
- Daddy's Little Girls, regia di Tyler Perry (2007)
- Piacere Dave (Meet Dave), regia di Brian Robbins (2008)
- Cadillac Records, regia di Darnell Martin (2008)
- Think Like a Man, regia di Tim Story (2012)
- In Our Nature, regia di Brian Savelson (2012)
- Good Deeds, regia di Tyler Perry (2012)
- La guerra dei sessi - Think Like a Man Too (Think Like a Man Too), regia di Tim Story (2014)
- Top Five, regia di Chris Rock (2014)
- The Birth of a Nation - Il risveglio di un popolo (The Birth of a Nation), regia di Nate Parker (2016)
- Il viaggio delle ragazze (Girls Trip), regia di Malcolm D. Lee (2017) - cameo
- Sleepless - Il giustiziere (Sleepless), regia di Baran bo Odar (2017)
- The Public, regia di Emilio Estevez (2018)
- Breaking In, regia di James McTeigue (2018)
- Un'altra scatenata dozzina (Cheaper by the Dozen), regia di Gail Lerner (2022)
- The Inspection, regia di Elegance Bratton (2022)
- Strange World - Un mondo misterioso, regia di Don Hall (2022)
- The Perfect Find - Tutto è davvero possibile, regia di Numa Perrier (2023)
- Space Cadet, regia di Liz W. Garcia (2024)

### Televisione
- Moesha – serie TV, episodio 1x02 (1996)
- I ragazzi di Malibu (Malibu Shores) – serie TV, episodio 1x07 (1996)
- Settimo cielo (7th Heaven) – serie TV, 5 episodi (1996-1999)
- Star Trek: Deep Space Nine – serie TV, episodio 6x03 (1997)
- Un genio in famiglia (Smart Guy) – serie TV, episodio 1x04 (1997)
- Ragazze a Beverly Hills (Clueless) – serie TV, 2 episodi (1998-1999)
- The Others – serie TV, episodio 1x07 (2000)
- E.R. - Medici in prima linea (ER) – serie TV, episodio 6x10 (2000)
- Zoe, Duncan, Jack & Jane – serie TV, episodio 2x11 (2000)
- Friends – serie TV, episodio 7x17 (2001)
- Medici per la vita (Something the Lord Made), regia di Joseph Sargent – film TV (2004)
- West Wing - Tutti gli uomini del Presidente (The West Wing) – serie TV, episodio 5x11 (2004)
- Night Stalker – serie TV, 10 episodi (2005-2006)
- Ugly Betty – serie TV, 3 episodi (2008)
- Life – serie TV, 4 episodi (2009)
- FlashForward – serie TV, 9 episodi (2009-2010)
- Army Wives - Conflitti del cuore (Army Wives) – serie TV, episodio 4x17 (2010)
- Being Mary Jane – serie TV, 52 episodi (2013-2019)
- Con questo anello (With This Ring), regia di Nzingha Stewart – film TV (2015)
- The Lion Guard – serie TV, 14 episodi (2016-2019) - voce
- L.A.'s Finest – serie TV, 26 episodi (2019-2020)

## Riconoscimenti
- BET Awards
  - 2003 – Candidatura alla migliore attrice per Bad Boys II
  - 2004 – Candidatura alla migliore attrice per Medici per la vita
  - 2005 – Candidatura alla migliore attrice per Neo Ned
  - 2013 – Candidatura alla migliore attrice per La guerra dei sessi - Think Like a Man Too
  - 2014 – Candidatura alla migliore attrice per Being Mary Jane
  - 2015 – Candidatura alla migliore attrice per Being Mary Jane
  - 2016 – Candidatura alla migliore attrice per Being Mary Jane
  - 2017 – Candidatura alla migliore attrice per The Birth of a Nation - Il risveglio di un popolo
- NAACP Image Award
  - 2014 – Miglior attrice in una serie TV per Being Mary Jane
- Black Reel Awards
  - 2001 – Migliore attrice non protagonista
- 'Teen Choice Awards
  - 2019 – Miglior attrice per L.A.'s Finest
- Palm Beach International Film Festival
  - 2006 – Migliore attrice per Neo Ned

## Doppiatrici italiane
Nelle versioni in italiano dei suoi lavori, Gabrielle Union è stata doppiata da:
- Francesca Fiorentini in 10 cose che odio di te, Un nuovo marito per mamma, L.A.'s Finest, Space Cadet
- Laura Lenghi in Kiss Me, Medici per la vita, Sleepless - Il giustiziere
- Laura Romano in Night Stalker, FlashForward, Breaking In
- Tiziana Avarista in Abandon - Misteriosi omicidi, Cadillac Records
- Domitilla D'Amico in Welcome To Collinwood, Piacere Dave
- Giuppy Izzo in Life, Almost Christmas - Vacanze in famiglia
- Chiara Colizzi in Amici per la morte, Un'altra scatenata dozzina
- Claudia Razzi in Correndo con le forbici in mano
- Barbara De Bortoli in Ragazze nel pallone
- Eleonora De Angelis in Think Like a Man
- Valentina Mari in Love & Basketball
- Rossella Acerbo in Bad Boys II
- Daniela Calò in Ugly Betty
- Monica Ward in Top Five
- Lucy Campeti in Strange World - Un mondo misterioso
- Federica De Bortoli in The Perfect Find - Tutto è davvero possibile

Da doppiatrice, è stata sostituita da:
- Claudia Razzi ne La famiglia Proud: più forte e orgogliosa (ep. 2x05)
- Federica De Bortoli ne La famiglia Proud: più forte e orgogliosa (st. 3)